# Encierros de Medina del Campo
Los  encierros de Medina del Campo (Valladolid, España) son un festejo popular taurino que se celebra durante las fiestas patronales en honor a San Antolín, del 1 al 8 de septiembre. Son unos encierros cuyos orígenes se remontan a más de 500 años y han sido declarados Fiesta de Interés Turístico de Castilla y León (2002) y Nacional (2011).

## Origen y Evolución
La relación entre la tauromaquia y Medina del Campo se remonta al siglo XVI con los juegos de cañas y lanzas. En este festejo, los astados se rejoneaban a caballo por profesionales, sin intervención del vecindario local, que observaba el espectáculo desde emplazamientos seguros. Si bien la implicación del pueblo fue incrementándose a medida que los años fueron pasando y el festejo se fue arraigando en la cultura popular municipal.
En este contexto, los encierros nacen de la neceisdad de conducir a los hastados desde la dehesa hasta las plazas mayores donde participaban en los anteriormente citados juegos de cañas y lanzas. Esta tradición se fue manteniendo en el tiempo y, en la segunda mitad del siglo XVIII, cuando apareció la corrida de toros, esta necesidad de transportar a las reses con la ayuda de bueyes y jinetes hasta el centro de la ciudad siguió existiendo.
Santa Teresa de Jesús, en su obra "las Fundaciones", que escribe entre 1573 y 1582, ya deja prueba documental de la existencia de estos festejos taurinos en Medina del Campo. Concretamente relata: 

Llegamos a Medina del Campo, víspera de Nuestra Señora de Agosto, a las doce de la noche; apeámonos en el monasterio de Sta. Ana, por no hacer ruido; y a pie nos fuimos a la casa. Fue harta misericordia del Señor que aquella hora encerraban toros, para correr el otro día, no nos topar alguno. Con el embebimiento que llevábamos, no había acuerdo de nada; más el Señor que siempre le tiene de los que desean su servicio, nos libró, que cierto que allá no se pretendía otra cosa.

A partir del siglo XVIII, la influencia de la Ilustración en el municipio hizo que disminuyera notablemente la práctica de juegos de cañas y lanzas, al ser festejos taurinos caballerescos. En cambio, progresivamente fue aumentando la participación popular en los encierros, corriendo los novillos o capoteándolos. 
Durante el siglo XIX, la disminución demográfica que experimentó Medina del Campo se vio reflejada en una disminución de los festejos taurinos. Si bien, las obras del trazado ferroviario que unió el municipio con Valladolid en 1859 supuso un cambio de tendendencia, que se materializó con la contratación, en 1884, de tres días de capeas y encierros para el 2, 3 y 8 de septiembre; fechas en las que siguieron celebrándose estos festejos posteriormente.

## Descripción del Festejo
Los encierros tradicionales de Medina del Campo tienen como particularidad que presentan las tres modalidades tradicionales de un encierro; es decir, a caballo en campo abierto, a pie en recorrido urbano y capeas y cortes en el coso taurino. Este hecho, junto a todos los actos, actividades y espectáculos que se organizan alrededor de la fiesta, tanto por las peñas como por el consistorio, atrae a una media de 20 000 personas en cada edición que se celebra.
En relación con el recorrido campero, los corrales se ubican en una zona próxima a la Carpa Golf de la localidad. Desde ese punto, los toros son conducidos por los jinetes por la parte trasera de la urbanización Tras el Hombre, la finca La Calabaza y la Cañada de Extremadura. Una vez en la Cañada, los astados atraviesan el túnel del puente del AVE y desde este punto, se dirigen por la «nave de Bruno» hasta el embudo, donde se habilita un atalancado de palos de madera.

## Reconocimientos
- En 2002, la Junta de Castilla y León emitió una resolución por la que se otorgó el título de Fiesta de Interés Turístico Regional a los encierros tradicionales al estilo de la villa de Medina del Campo. [9][10]
- El 27 de julio de 2011, el Ministerio de Industria, Turismo y Comercio declaró los encierros tradicionales al estilo de la villa de Medina del Campo como Fiesta de Interés Turístico Nacional.[11][12] El 8 de septiembre del mismo año, el secretario general de Turismo y Comercio Interior, Joan Mesquida, entregó a la alcaldesa del municipio, Teresa López Martín, el diploma donde se recoge esta declaración.[13]
- El 7 de julio de 2016, el Ayuntamiento de Medina del Campo inició la elaboración del expediente para solicitar que los encierros tradicionales al estilo de la villa sean declardos Fiesta de Interés Turístico Internacional por parte del Ministerio de Industria, Energía y Turismo.[14]